# Київське вище військове авіаційне інженерне училище

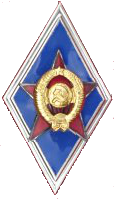
Нагрудний знак для осіб, які закінчили вищі військово-навчальні заклади Збройних Сил СРСР — вищих військових училищ і військових інститутів.

Київське вище військове авіаційне інженерне училище — вищий військовий навчальний заклад Збройних сил СРСР, один з провідних військово-навчальних закладів і наукових центрів Радянського Союзу з підготовки висококваліфікованих інженерних кадрів різних спеціальностей для військово-повітряних сил. Після розпаду Радянського Союзу — головний і єдиний військово-навчальний заклад в Україні, який здійснював підготовку всіх видів інженерних і тилових офіцерських кадрів ВПС.

## Історія
Засноване 1 вересня 1951 рік як Київське вище інженерне радіотехнічне училище ВПС Радянської Армії (КВІРТУ ВПС РА).

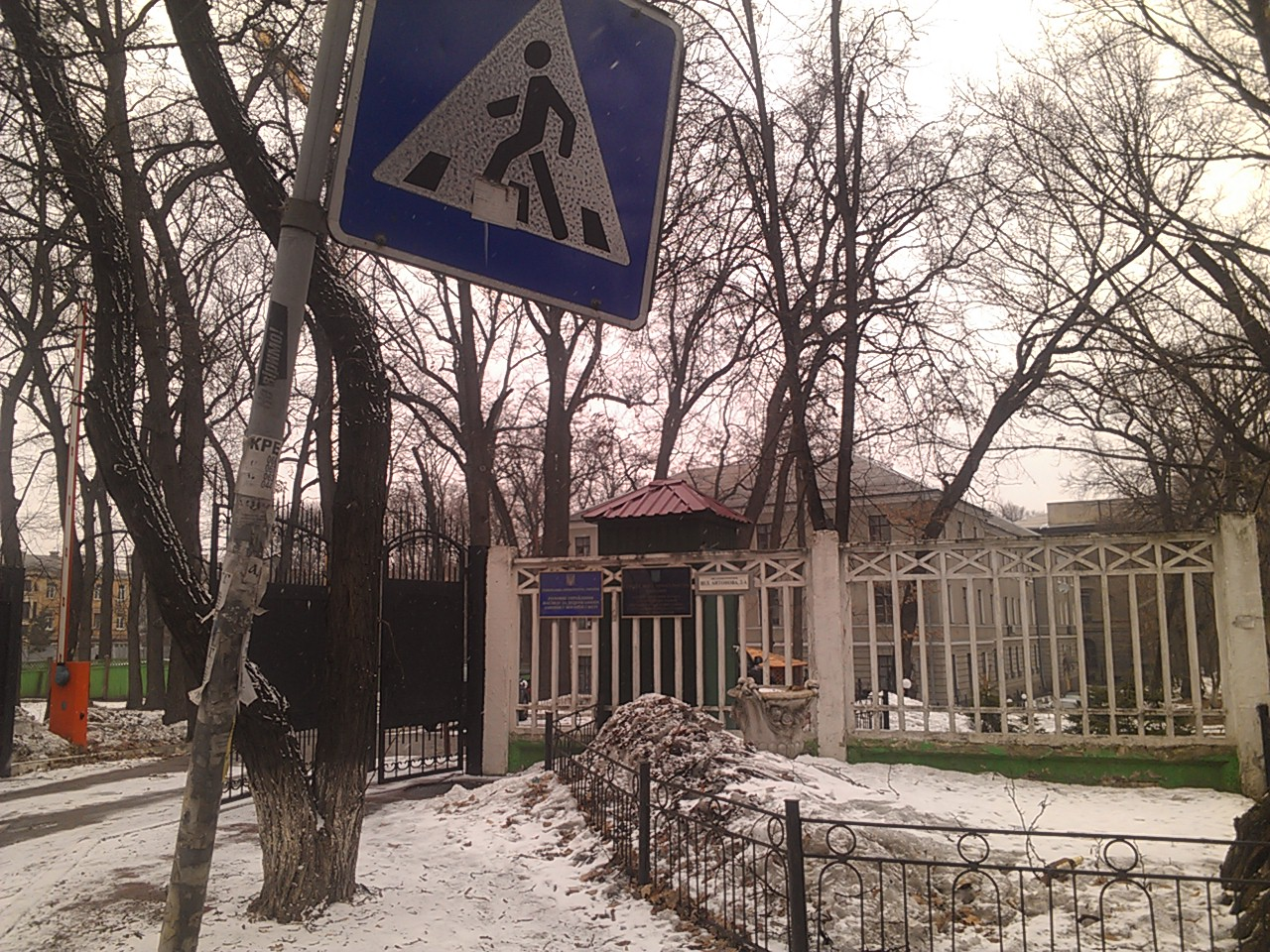
КПП прокуратури в одному з корпусів

У зв'язку зі збільшенням кількості факультетів і переходом на підготовку авіаційних інженерів всіх основних напрямків в квітні 1956 року КВІРТУ ВПС РА було перейменовано в Київське вище інженерно-авіаційне військове училище Військово-Повітряних Сил.
З травня 1973 року КВІАВУ став називатися Київським вищим військовим авіаційним інженерним училищем (КВВАІУ). Назва «КВВАІУ» навчальний заклад проніс через розпад Радянського Союзу, поки 25 липня 1992 року, доки не було затверджено нову назву: Київський Інститут Військово-Повітряних Сил (КІВПС).
Училище мало дуже високу репутацію, конкурс під час вступу становив до 15 абітурієнтів на одне місце. При училищі діяли вчені ради з присудження докторських і кандидатських наукових ступенів, працювала ад'юнктура.
Училище розміщувалося в двох кампусах: на Повітрофлотському проспекті — 29-е військове містечко, GoogleMap, де знаходився основний навчальний корпус, і в 34-му військовому містечку на вулиці Григорія Андрющенка (недалеко від перетину проспекту Перемоги і вулиці В'ячеслава Чорновола)GoogleMap

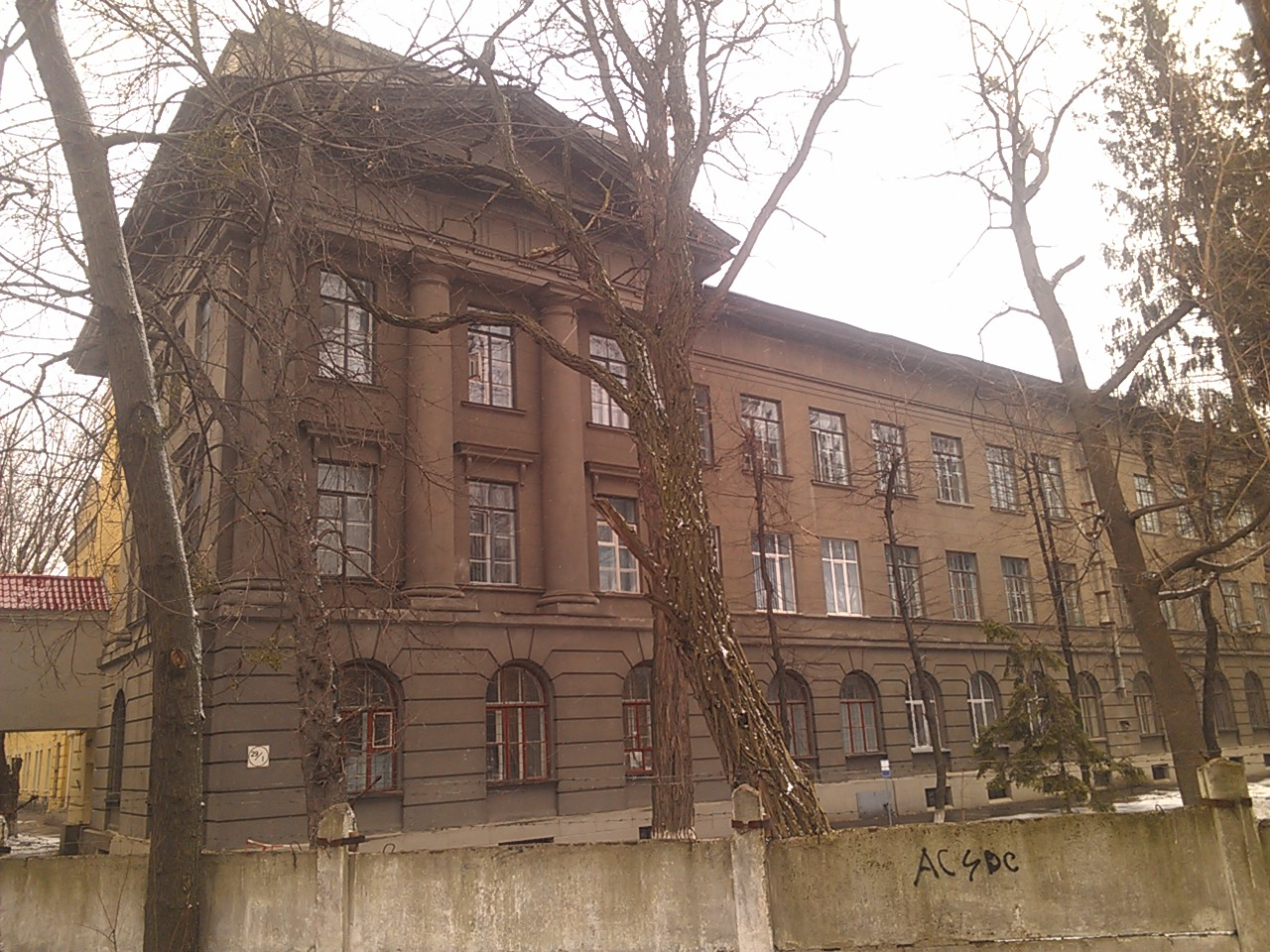
КВВАІУ, Київ, Україна. Крило головного корпусу училища.

Основний навчальний корпус розміщувався за адресою Повітрофлотський проспект, будинок № 30 — в масивному триповерховому будинку дореволюційної споруди. Під час  Першої світової війни в будівлі розміщувалося 2-е Київське піхотне училище, тоді ж і побудоване на землях Володимирського Київського кадетського корпусу. Крім того, у училища був навчальний аеродром близько аеропорту Жуляни. На аеродромі знаходилося близько десятка літаків і вертольотів різних типів призначених для проходження інженерної практики. Польоти не здійснювалися.
Пізніше на базі навчального аеродрому КВВАІУ був створений Державний музей авіації України.
З 3 липня 2000 р., військово-навчальний заклад перестав існувати, був реорганізований, курсантський склад був передислокований до Харкова на базу  Харківського університету Повітряних Сил імені Івана Кожедуба.

## Факультети
- Факультет Літака (ів) та Двигуна (ів) (СД — рос. Самолет-двигатель)
- Факультет Авіаційного Озброєння (ФАВ)
- Факультет Авіаційного Устаткування (АТ)
- Факультет Авіаційного радіоелектронне обладнання (ФАРЕО)
- Факультет іноземних військових фахівців
- Факультет заочного навчання .

На факультети СД і АВ приймалися офіцери, які раніше скінчили середні військово-технічні училища і мали досвід служби у військах. На факультети АТ і ФАРЕО приймалися випускники середніх загальноосвітніх шкіл. Навчальні програми училища були ідентичні програмам  Військово-повітряної інженерної академії імені М. Є. Жуковського. Тривалість навчання становила п'ять років на факультетах ФАО і ФАРЕО і чотири роки на інших. Випускники отримували диплом про вищу освіту і кваліфікацію інженера за відповідною спеціальністю (наприклад, радіоелектронне обладнання пілотованих літальних апаратів).

## Начальники училища
- Іванов А. Ф. (IV.1951 — II.1954)
- Бондаренко І. І. (II.1954-VIII.1962)
- Максимов Н. А. (VI.1962-X.1975)
- Угодників К. Ф. (X.1975-IV.1976)
- Челишев К. Б. (V.1976 — VII.1990)
- Гуляєв В. В. (з VII.1990)

## Персоналії
- Баленко, Олександр Олексійович
- Голіков Григорій Іванович  [Архівовано 10 Червня 2012 у WebCite]
- Іванов Віталій Андрійович  [Архівовано 14 Червня 2018 у Wayback Machine.]
- Іотко Феодосій Антонович  [Архівовано 9 Квітня 2018 у Wayback Machine.]
- Карпов, Олександр Олексійович
- Кац Георгій Ісаакович v.ua/Kats_G.html[недоступне посилання з липня 2019]  [Архівовано 3 Травня 2012 у Wayback Machine.]
- Кондрат Омелян Філаретович [Архівовано 9 Квітня 2018 у Wayback Machine.]
- Корнєв Олександр Степанович  [Архівовано 9 Квітня 2018 у Wayback Machine.]
- Кріксунов, Леонід Зіновійович
- Литвиненко Олег Миколайович
- Лановенко Марк Трохимович  [Архівовано 9 Квітня 2018 у Wayback Machine.]
- Мігулін Ігор Миколайович
- Кучеренко Олександр Васильович  [Архівовано 14 Серпня 2018 у Wayback Machine.]
- Сологуб Микола Аврамович (1922—2020) — український вчений, доктор технічних наук, професор, викладач училища з 1951 по 1958 рік.
- Недбайло, Анатолій Костянтинович
- Полупанов, Володимир Костянтинович
- Сошників Віктор Іванович
- чину Петро Іванович
- Яковлєв Василь Миколайович
- Олексій Ілляшов
- Петров, Станіслав Євграфович —  радянський офіцер, який 26 вересня 1983 року запобіг потенційній ядерній війні, коли через помилкове спрацьовування системи попередження про ракетний напад надійшло повідомлення про атаку з боку  США.

## Монографії викладачів училища

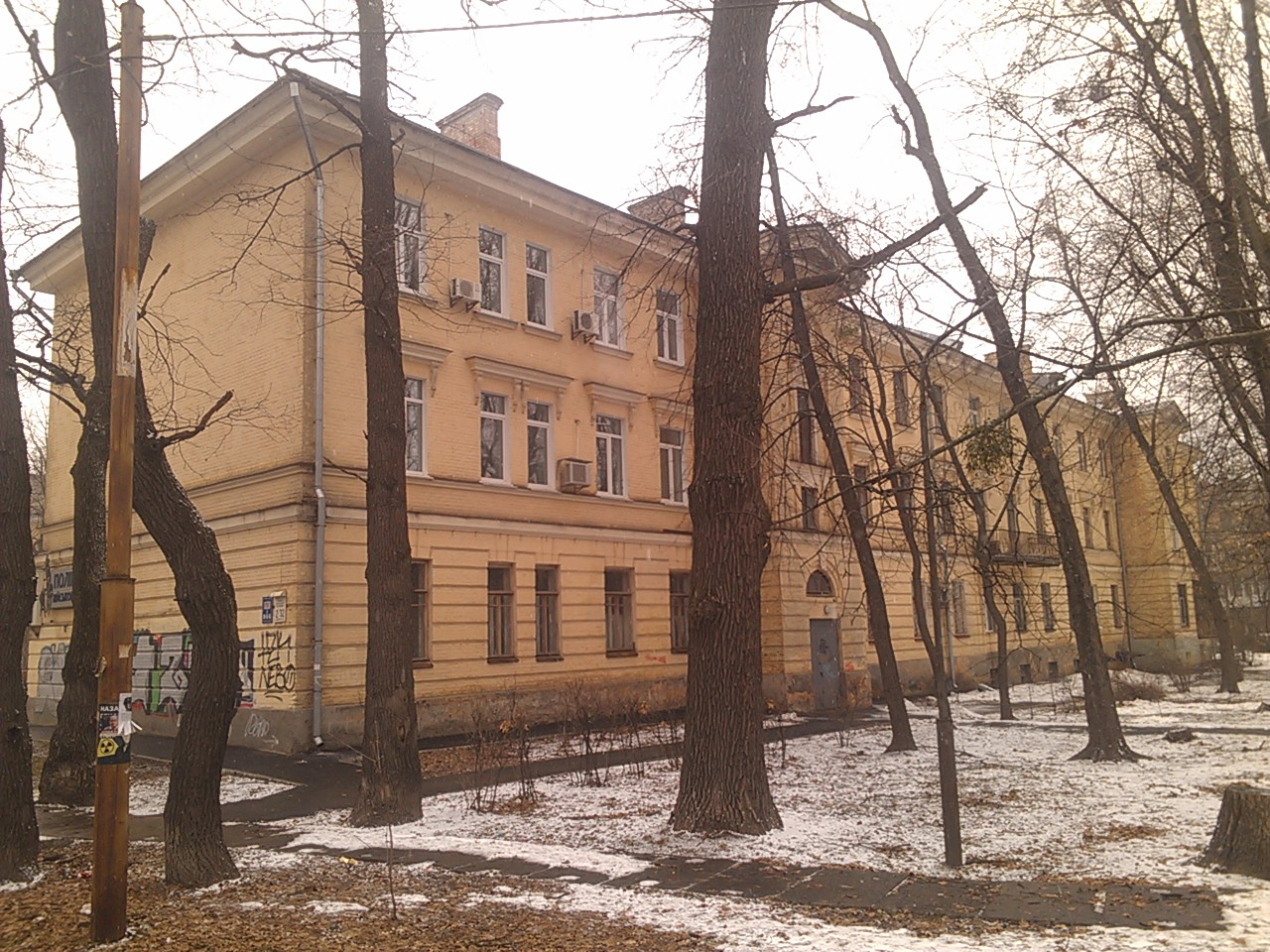
КВВАІУ, Київ, Україна. Житловий корпус 5. Наполовину зруйнований бомбою під час 2-ї світової війни.

Назва джерел повинно бути оригінальними.
: Дудко Г. К., Резніков Г. Б. Допплерівські вимірювачі швидкості і кута зносу літака. М. Радянське радіо. -1964г. -344 с. :Лавров, А. С. Антенно-фідерні пристрої: навч. посібник для вузів / А. С. Лавров, Г. Б. Резніков. — М .: «Радянське радіо», 1974. — 368 с.
Лавров А. С., Резніков Г. Б. Антенно-фідерні пристрої. «Радянське радіо», Москва, 1974.
Литвиненко О. Н., Сошників В. І. Коливальні системи з відрізків неоднорідних ліній. «Радянське радіо», Москва, 1972, — 144 с.
Литвиненко О. Н. Основи радіооптікі. «Техніка», Київ, 1974, 1 — 206 с.
Андрушко Л. М., Литвиненко О. Н. Синтез симетричних плоских діелектричних хвилеводів. «Радіотехніка», Київ, 1977, 32 с., 24 — 25 с.
Андрушко Л. М., Литвиненко О. Н. Метод синтезу плоских діелектричних світловодів, заснований на вирішенні оберненої задачі Штурма-Ліувілля. «Радіотехніка та електроника», 1977, N 11, 31 — 17 с.
Литвиненко О. Н., Довідник з лазерної техніки. «Техніка», Київ, 1978, глава 1, 5 — 23 с., Глава 20, 275—285 с. Довідник видано під редакцією Байбородіна Ю. В., Кріксунова Л. З., Литвиненко О. Н. Андрушко Л. М.,
Литвиненко О. Н., Науменко К. П., Щепкіна Е. Д. Синтез плоских діелектричних хвилеводів в малому режимі. «Радіотехніка та електроника», 1979, N 8, 1507 — 15017 с.
Мігулін І. Н. Інтегральні мікросхеми в радіоелектронних пристроях. — 2-е вид., Перераб. і доп. — Київ: Техніка, 1985. — 208 с.
Резніков Г. Б. Літакові антени. «Радянське радіо», Москва, 1962. — 456 с.
Сошників В. І. Довідник по імпульсній техніці. ред. В. Н. Яковлєва. — 4-е изд., Стереотип. — Київ: Техніка, 1973. — 711 с.
Чину П. І. Методи аналізу і синтезу багатовимірних автоматичних систем. — Київ: Техніка. — 1969. — 378 с.
Чину П. І. Які самостійно системи: розрахунок і проектування. — Москва: Машгиз. — 1963. — 303 с.
Яковлєв В. Н. Мікроелектронні генератори імпульсів. — Київ: Техніка,